# ألدي
ألدي هي سلسلة متاجر ألمانية متخصصة ببيع المواد الغذائية. تأسست عام 1913 من قبل والدة الأخوين "كارل ألبريشت" و"تيو ألبريشت" على شكل متجر صغير في ألمانيا. أدارت الأم المتجر الصغير حتى عام 1945، ثم أستلم الأخوان "كارل ألبريشت" و"تيو ألبريشت" إدارته ومنذ إستلامهما الإدارة بدأت النهظة الحقيقة لسلسلة متاجر ألدي. يعد ألدي من أكبر محلات تجارة التجزئة في ألمانيا. وله فرعان وهما, "ألدي الشمال" (باللغة الألمانية: Aldi Nord) و"ألدي الجنوب" (باللغة الألمانية: Aldi Süd) لكلٍ منهما استقلالية لكن يعودان للمجموعة ذاتها تحت اسم "مجموعات ألدي", (باللغة الألمانية: Aldi Gruppen).

## الملكية

### ألدي الشمال
شركة ألدي الشمال مملوكة بالكامل لمؤسسات تُعرف باسم "مؤسسة ماركوس"، و"مؤسسة يعقوب"، و"مؤسسة لوكاس"(والمعروفة مجتمعة باسم "نموذج المؤسستين التوأم"). يقع المقر الرئيسي لهذه المؤسسات في بلدية نورتورف الواقعة، ضمن منطقة ريندسبورغ-إكرنفورده، في ولاية شلسفيغ هولشتاين الألمانية.  هذه المؤسسات خاضعة للقانون المدني.  تشمل أصول هذه المؤسسات 23 شركة إقليمية في المانيا، إضافةً إلى سبع شركات أجنبية في بلجيكا، وهولندا، وفرنسا، ولوكسمبورغ، وبولندا، والبرتغال، وإسبانيا، فضلًا عن سلسلة متاجر ترايدا جاوس في الولايات المتحدة الأمريكية. في قطاع العقارات، تمتلك الشركة أكثر من 5,300 مبنًى تُدار فيها متاجرها. 

### ألدي الجنوب
تعود ملكية شركة "ألدي الجنوب" بشكل شبه كامل إلى "مؤسسة زيبمان" (بنسبة مقدارها 75%). تشترك "مؤسسة إيرتل" و"مؤسسة إليزن" (معًا بنسبة مقدارها 25%)، وفق ما يُعرف بـ"نموذج المؤسستين"، ويقع مقر هذه المؤسسات في بلدة إيشنو، ضمن منطقة فورستنفلدبروك في ولاية بافاريا الألمانية. تُعدّ هذه المؤسسات مؤسسات مدنية خاضعة لأحكام القانون المدني.  تشمل أصول المؤسسة في ألمانيا 24 شركة، و10 شركات في الخارج في كل من: أستراليا، والنمسا، والصين، والمجر، وإيرلندا، وإيطاليا، وسلوفينيا، وسويسرا، والمملكة المتحدة، والولايات المتحدة. في مجال العقارات، تمتلك الشركة المقر الرئيسي للمجموعة في مدينة مولهايم، وجميع مكاتب ومخازن الشركات الإقليمية حول العالم، إضافة إلى فندق الغولف "أوشبرغهوف" الواقع في دوناوإشينغن، وأكثر من 5,000 مبنًى تُشغّل فيها المتاجر. 

## تاريخ الشركة ومؤسسيها
في عام 1913، افتتحت والدة الأخوين "كارل ألبريشت" و"تيو ألبريشت" متجرًا صغيرًا في ضاحية من ضواحي مدينة إيسن في ألمانيا.  كان والدهما يعمل في منجم، ولكن اضطر إلى ترك هذا العمل بسبب إصابته بالربو، ثم عمل لاحقًا مساعدًا في مخبز. وُلد كارل في عام 1920 وتيو في عام 1922.  قام تيو بالتدرب مهنيا في متجر والدته، بينما عمل كارل في متجر للأطعمة الفاخرة.
تولى كارل لاحقًا إدارة متجر كان يُشغله سابقًا شخص يُدعى يودت، ثم خدم في الجيش خلال الحرب العالمية الثانية. في عام 1945، استلم الأخوان إدارة متجر والدتهما، وسرعان ما افتتحا متجرًا آخر بالقرب منه. بحلول عام 1950، أي بعد خمسة سنوات فقط من توليهما إدارة متجر والدتهما, أصبح لديهما 13 متجرًا.  بحلول عام 1960، أصبح لديهم 300 متجر في ألمانيا

## التقسيم
انفصل الأخوان عن بعضهما في إدارة الشركة سنة 1960، ويُقال إن سبب الانفصال كان خلافًا حول ما إذا كان ينبغي بيع السجائر في سلسلة متاجرهما أم لا. فقد رأى كارل أن بيعها قد يجذب اللصوص، بينما لم يوافقه ثيو على ذلك. أسفر هذا الخلاف عن تولي ثيو إدارة الفرع الشمالي، في حين تسلّم كارل إدارة الفرع الجنوبي. في تلك الفترة، كانا يملكان معًا نحو 300 متجر. غير أن الصحفي مارتن كونا شكّك في هذا التفسير، في مقال نُشر بصحيفة «الألمانية الغربية العامة» في أيلول/سبتمبر 2009، حيث رجّح أن السبب الحقيقي للانقسام يعود إلى اختلاف أسلوبي الإدارة بين الأخوين. في سنة 1962، اعتمدا اسم "ألدي" اختصارًا لعبارة "ألبريشت ديسكونت" والتي تعني بالعربية ألبريشت للتخفيضات، وهو الاسم الذي أصبح التسمية الرسمية للشركة في سنة 1975. منذ سنة 1966، أصبح الفرعان الشمالي والجنوبي منفصلين كليا عن بعضهما البعض من الناحية المالية والقانونية. 

## التوسع الدولي
بدأت شركة ألدي التوسّع إلى خارج المانيا عام 1967، حين استحوذت شركة ألدي الجنوب على سلسلة متاجر أغذية نمساويّة. في عام 1973، افتتحت ألدي الشماليّة أول فروعها الخارجية في هولندا، تلتها دول أخرى لاحقًا. ثم، في عام 1976، دشّنت شركة ألدي الجنوب أول متجر لها في الولايات المتحدة الأمريكية، بولاية آيوا، وفي عام 1979، استحوذت ألدي الشمال على سلسلة المتاجر الأمريكية ترايدور جاوس.
بعد توحيد ألمانيا وسقوط الجدار، شهدت سلسلة "ألدي" توسعًا سريعًا. وفي عام 1993، تقاعد الأخوان من منصبيهما كرئيسين تنفيذيين. أُنيطت بعدها إدارة الشركتين بمؤسسات عائلية خاصة، هي مؤسسة زيبمان التي تتولى إدارة ألدي الجنوب، ومؤسسة ماركوس ويعقوب ولوكاس التي تشرف على إدارة شركة ألدي الشمال والسلسلة التابعة لها. 

## الاستحواذ على وين ديكسي وهارفيز
في شهر آب/أغسطس سنة 2023، استحوذت شركة "ألدي الجنوب" على سلسلتي "وين ديكسي" و"هارفيز" في الولايات المتحدة الأمريكية، بما يشمل نحو 400 متجر في ولايات ألاباما وفلوريدا وجورجيا ولويزيانا وميسيسيبي. 

## الحجم والتموضع المحلي والعالمي

### المانيا

تموضع ألدي في ألمانيا.

تتألف سلسلة ألدي الشمال حاليًا من حوالي 2500 متجر. أما سلسلة ألدي الجنوب، فتتألف من 2000 متجر. تُعرف الحدود الفاصلة بين منطقتيهما باسم خط ألدي للاستواء,   وتمتد من نهر الراين عبر مولهايم أن دير رور ، وفرملزكيرشن ، وماربورغ ، وزيغن ، وجيسين شرقًا إلى شمال فولدا مباشرةً.

### عالميا

تموضع ألدي في أوروبا اعتبارًا من يونيو 2018. الأزرق ألدي الشمال والبرتقالي ألدي الجنوب.

تضم ألدي بفرعيها الشمالي والجنوبي أكثر من 12,000 فرع حول العالم. يتولّى ألدي الشمال إدارة المتاجر في شمال ألمانيا وبلجيكا وفرنسا ولوكسمبورغ وهولندا وبولندا والبرتغال وإسبانيا. كما يمتلك هذا الفرع سلسلة متاجر في الولايات المتحدة تُدار بشكل مستقل. أما ألدي الجنوب، فيتولّى إدارة المتاجر في جنوب ألمانيا، إضافة إلى أستراليا والصين وإيرلندا والمملكة المتحدة والولايات المتحدة. كما يُدير عبر شركة تابعة له في النمسا الفروع الموجودة في النمسا وهنغاريا وإيطاليا وسلوفينيا وسويسرا. 

## المنتجات
تعرض شركتي ألدي مجموعة متنوعة من المنتجات بأسعار مخفّضة، مع التركيز على المواد الأساسية مثل الأغذية والمشروبات وورق المرحاض والمستلزمات الصحية وسلع منزلية زهيدة الكلفة. تعتمد متاجر ألدي بدرجة كبيرة على العلامات التجارية الخاصة بها، ولا يتجاوز عدد العلامات التجارية الأخرى، عادة، علامتين اثنتين لكل سلعة.

## السياسة الإعلانية
في الولايات المتحدة، تعتمد ألدي في إعلاناتها على الصحف، والتلفاز، والمنشورات الورقية الموزعة في المتاجر، إضافة إلى الشبكة العنكبوتية.
في المملكة المتحدة وآيرلندا، بدأت الإعلانات الورقية والتلفزيونية الخاصة بألدي بالظهور منذ أيار/مايو عام 2005. في عام 2024، عقدت سلسلة ألدي شراكة مع إحدى القنوات البريطانية لرعاية برامج الطهي.
وفي أستراليا، تُعد الإعلانات التلفزيونية الخاصة بألدي شائعة، وتُنشر الإعلانات بشكل مستمر على موقعها الإلكتروني الأسترالي. 

## الشعارات

شعار ألدي الجنوب المستخدم دوليًا منذ عام 2006 حتى آذار/مارس 2017

شعار ألدي الشمال المستخدم منذ عام 2016

تملك الشركتان "ألدي الشمال" و"ألدي الجنوب" شعارين مختلفين، إذ يعرض شعار "ألدي الشمال" الحرف "A" بشكل كامل، بينما كشف "ألدي الجنوب" عام 1982 عن شعار يُظهر نصف الحرف ذاته فقط. في عام 2006، أجرى فرع "ألدي الجنوب" تعديلًا طفيفًا على الشعار، ثم في آذار/مارس عام 2017، كشف عن شعار جديد أزيل منه الإطار الأزرق المحيط بالحرف "A"، ليُستبدل بمظهر أكثر استدارة وعمقًا، إلى جانب اعتماد خط جديد لكتابة اسم العلامة، ما أضفى مزيدًا من التميّز عن شعار فرع "ألدي الشمال"، الذي كان يستخدم الخط نفسه حتى ذلك الحين. 